# Olosz Lajos Irodalmi Kör
Az Olosz Lajos Irodalmi Kör egy irodalmi-művelődési kör az Arad megyei Nagyzerinden. 1969-ben hozta létre egy helyi művészet- és irodalomkedvelő, a szépség utáni vágyat magában hordozó fiatal értelmiségi csoport és a köréje tömörült nagyzerindi diákság. A kör tagjai az akkor Kisjenőn élő Olosz Lajost tekintették szellemi vezérüknek, aki vállalta is tevékenységük irányítását egészen 1977-ben bekövetkezett haláláig. A kör közel egy évtizedes szellemi kapcsolat és a költő iránti tisztelet jeléül vette fel az Olosz Lajos Irodalmi Kör nevet 1977-ben.

## A kör története
A kör és Olosz Lajos kapcsolatának ihletője két Olosz-vers: a Parancsoló értelem és a zerindieknek dedikált Vers a vén cserfához.
Az Olosz Lajos Irodalmi Kör vezetőinek, elsősorban Csanádi János magyar szakos tanárnak vállalt célja a művészi szép iránti fogékonyságra, az esztétikai értékek fölfedezésére és megbecsülésére való nevelés, valamint az, hogy a kört látogatókból irodalomszerető és -értő olvasókat, áldozatkész művészetbarátokat neveljenek. Ennek keretében sajátos feladatuknak tekintik névadójuk emlékének ápolását, költészetének minél szélesebb körű megismertetését.
Működésének több mint negyedszázada alatt az Olosz Lajos Irodalmi Kör rendszeresen szervezett műsoros esteket a magyar irodalom és történelem kiemelkedő személyiségeinek évfordulói alkalmából, találkozókat jeles írókkal, képzőművészekkel. A több mint ötven ilyen rendezvény igen nagy számú közönséget vonzott és vonz. Az Olosz Lajos Irodalmi Körnek vendége volt a hazai magyar művelődési élet számos személyisége, így Anavi Ádám, Bajor Andor, Banner Zoltán, Bárányi Ferenc, Bárányi Ildikó, Bitay Ödön, Bonczos István, Nagy Ilona, Cseke Péter, Demény Lajos, Domokos Géza, Franyó Zoltán, Gittai István, Kányádi Sándor, Kovács János, Lászlóffy Aladár, Markó Béla, Mózes Attila, Szász István, Szász János, Tóth Mária, Tóth Sándor, Varga Gábor és Zágoni Attila is.
A kör tagjai közül néhányan (Adorján Mihály, L. Andrási Zsuzsa, Fazekas József, Fodor Lajos, Iuliu Lucaciu, Papp Hortenzia, Szabó József és Besenyő Sándor) maguk is megpróbálkoztak tollforgatással; írásaikat az aradi Vörös Lobogó, a Falvak Dolgozó Népe és a Művelődés közölte.
1991-ben Olosz Lajos születésének centenáriuma alkalmából, a kisjenői Körös mente Irodalmi és Közművelődési Társasággal együttműködve, nagyszabású ünnepségeket rendeztek, amelyeknek keretében a költő kisjenői házán és szülőházán, Ágyán Olosz Lajos-emléktáblákat avattak, Kisjenőn, Ágyán és Nagyzerinden az ünnepségek két napja alatt irodalmi-művészi műsorokat mutattak be, s neves előadók emlékeztek meg Olosz Lajosról. Ebből az alkalomból közölt irodalmi összeállítást a költőről a Romániai Magyar Szó, a Művelődés, az aradi Jelen és a nagyváradi Harangszó, a Királyhágómelléki református egyházkerület lapja.
Az Olosz Lajos Irodalmi Kör keretében 1994-ben megszervezték Nagyzerind első okleveles említésének 825. és Feketegyarmat 750. évfordulójának ünnepségeit; erre az alkalomra Bölcsőhely címmel kiadványt szerkesztettek, benne a helységből elszármazottak írásaival.
A kör tagjai voltak a kezdeményezői a Zerindi Képtárnak, amelyet 1974 májusában nyitottak meg. A képtár elképzelését Fazekas József tanár, a művelődési otthon akkori igazgatója a Falvak Dolgozó Népében 1973 decemberében közzétett felhívásában fogalmazta meg először, s e felhívás nyomán, Cseke Péter támogatásával (aki a lapban a művészekkel való kapcsolatteremtésre állandó rovatot biztosított) értékes gyűjtemény állt össze hazai magyar művészek adományaiból. A megnyitás óta (amelyhez ünnepi keretet az 1974-ben is megrendezett Aradi Tavasz művelődési rendezvénysorozat biztosított) a képtár állománya jelentős mértékben gyarapodott, s a kiállított képek és szobrok száma mára eléri a 120-at.
Az Olosz Lajos Irodalmi Kör kezdeményezésére indult meg 1996 februárjában a Körösköz című időszaki kiadvány, amelyben a Fekete- és a Fehér-Körös mente művelődési és néprajzi hagyományait kívánják megörökíteni.
Névadója halálának 20., valamint református egyházkerületi főgondnokká választásának 50. évfordulóján az Olosz Lajos Irodalmi Kör megjelentette a költő „istenes versei”-t Csanádi János válogatásában és bevezető tanulmányával. Ez az aradi Kölcsey Egyesülettel és a kisjenői Körös mente Irodalmi Körrel közös kötet (Szeplőtlen oltár. Arad, 1997) egyben a Fecskés Könyvek új sorozatának első kötete is.